# Escolas do budismo
Escolas do Budismo refere-se às várias divisões institucionais e doutrinais do Budismo que existiram no passado ou que ainda estão presentes nos tempos modernos. Podem ser inumeradas diversas facetas doutrinais, filosóficas ou culturais, além de talvez centenas de seitas, sub-seitas e movimentos distintos.
Nos estudos ocidentais sobre o tema é comum que o budismo seja dividido em dois grupos principais: Theravāda (Ensinamento dos Anciãos) e Mahāyāna (Grande veículo). Dentro do Mahayana podem ser encontradas inúmeras linhas distintas, sendo a Vajrayāna a maior. Também estão inclusos no escopo Mahayana o budismo Zen e o Terra Pura.

## Distribuição geográfica
Embora a distribuição geográfica do budismo tenha mudado nas últimas décadas, tradicionalmente cada tradição tem predominância nas seguintes regiões assinaladas no mapa:

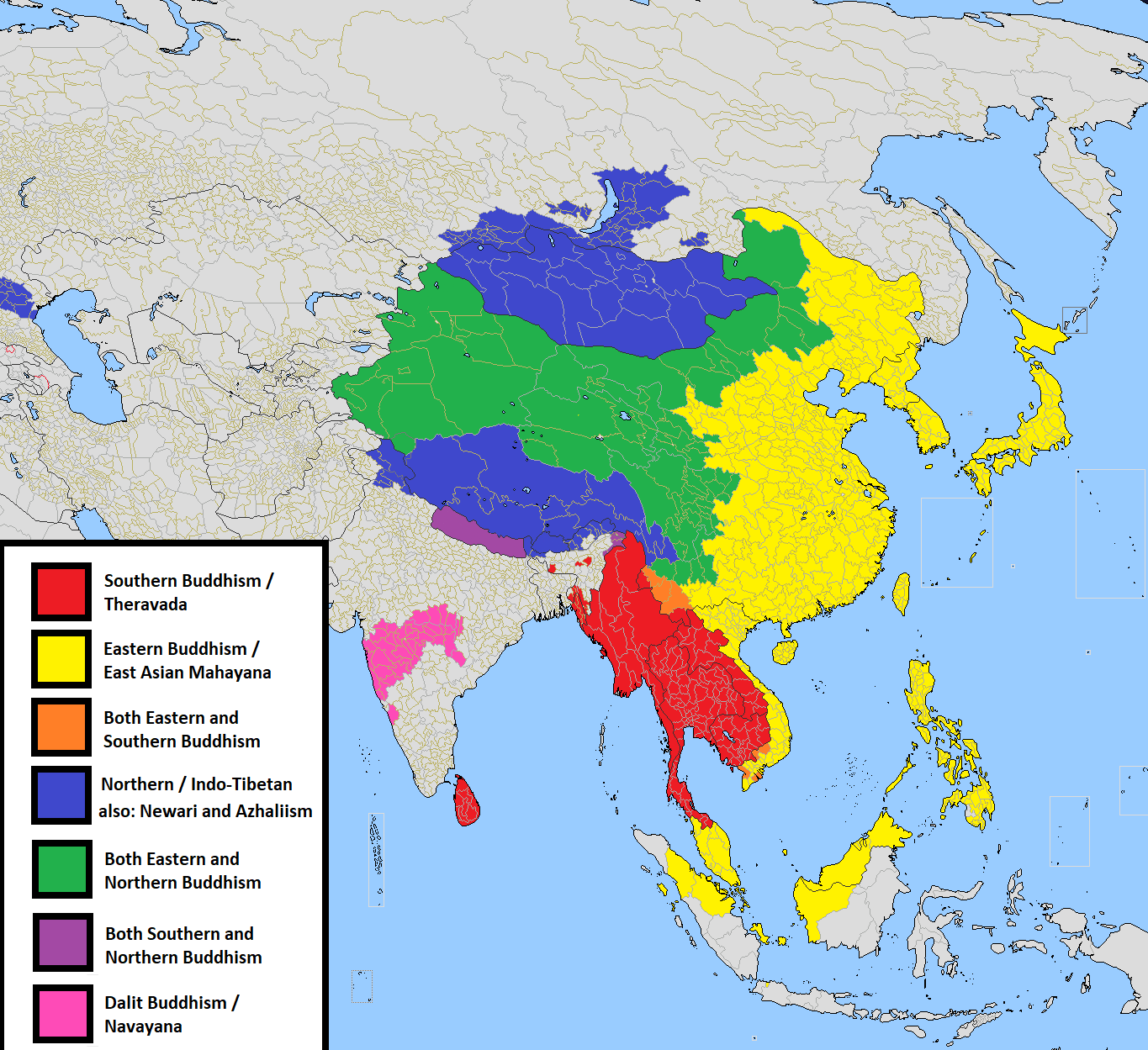
Mapa mostrando a distribuição das principais escolas budistas na Ásia